# Rugby sevens nos Jogos Pan-Americanos de 2023 - Feminino
O torneio feminino de rugby sevens nos Jogos Pan-Americanos de 2023 foi disputado entre 3 e 4 de novembro, no Estádio Municipal de La Pintana.

## Qualificação
| Evento                           | Data              | Local            | Vagas | Classificados           |
| -------------------------------- | ----------------- | ---------------- | ----- | ----------------------- |
| País-sede                        | —                 | —                | 1     | Chile                   |
| Classificação automática         | —                 | —                | 2     | Canadá · Estados Unidos |
| Campeonato Sul-Americano de 2022 | 10–11 de junho    | Saquarema        | 1     | Brasil                  |
| Jogos Sul-Americanos de 2022     | 7–9 de outubro    | Assunção         | 2     | Paraguai · Colômbia     |
| RAN Super Sevens de 2022         | 11–13 de novembro | Cidade do México | 2     | México · Jamaica        |
| Total                            |                   |                  | 8     |                         |

## Medalhistas
|  | USA Estados Unidos |  | CAN Canadá |  | BRA Brasil |
|  | Cheta Emba Ilona Maher Nicole Heavirland Alena Olsen Naya Tapper Joanne Faavesi Stephanie Rovetti Kristi Kirshe Alexandria Sedrick Ariana Ramsey Samantha Sullivan Lauren Doyle |  | Olivia De Couvreur Alysha Corrigan Caroline Crossley Breanne Nicholas Lucienne Romeo Charity Williams Chloe Daniels Margaret Valenzuela Carissa Norsten Eden Kilgour Piper Logan Asia Hogan-Rochester |  | Mariana Nicolau Luiza Campos Rafaela Zanellato Gisele Gomes Thalia Costa Milena Mariano Aline Furtado Marina Fioravanti Andressa Alves Bianca Silva Gabriela Lima Yasmim Soares |

## Primeira fase

#### Grupo A
| Pos | Equipe         | Pts | J | V | E | D | PP  | PC | SP   | Classificado |
| --- | -------------- | --- | - | - | - | - | --- | -- | ---- | ------------ |
| 1   | Estados Unidos | 9   | 3 | 3 | 0 | 0 | 116 | 0  | +116 | Semifinais   |
| 2   | Colômbia       | 7   | 3 | 2 | 0 | 1 | 58  | 21 | +37  | Semifinais   |
| 3   | Jamaica        | 5   | 3 | 1 | 0 | 2 | 38  | 91 | −53  | 5º–8º lugar  |
| 4   | Paraguai       | 3   | 3 | 0 | 0 | 3 | 28  | 95 | −67  | 5º–8º lugar  |

| 3 de novembro de 2023 10:00                                                                               |           |         |                                                           |
| Estados Unidos                                                                                            | 44 – 0    | Jamaica | Estádio Municipal de La Pintana Árbitro: ARG Nerea Livoni |
| Tries: Tapper (2) 1', 3' Sedrick 2' Olsen 4' Sullivan (3) 2', 6', 7' Ramsey 4' Conv.: Heavirland (2/7) 6' | Relatório |         | Estádio Municipal de La Pintana Árbitro: ARG Nerea Livoni |

| 3 de novembro de 2023 10:25           |           |                                                                                      |                                                              |
| Paraguai                              | 7 – 32    | Colômbia                                                                             | Estádio Municipal de La Pintana Árbitro: CAN Kristine Lovatt |
| Tries: Cristaldo 8' Conv.: Benitez 8' | Relatório | Tries: Arzuaga (2) 3', 7' Soto 6' Orobio 2' Mejía 4' Ríos 6' Conv.: Pacheco (1/2) 6' | Estádio Municipal de La Pintana Árbitro: CAN Kristine Lovatt |

| 3 de novembro de 2023 15:00                                                                                  |           |          |                                                           |
| Estados Unidos                                                                                               | 33 – 0    | Colômbia | Estádio Municipal de La Pintana Árbitro: CHI Frank Méndez |
| Tries: Empa 1' Tapper (2) 5', 2' Heavirland 6' Sullivan 8' Conv.: Heavirland (3/3) 6', 6', 8' Olsen (1/1) 2' | Relatório |          | Estádio Municipal de La Pintana Árbitro: CHI Frank Méndez |

| 3 de novembro de 2023 15:25                                            |           |                                                                       |                                                              |
| Jamaica                                                                | 24 – 21   | Paraguai                                                              | Estádio Municipal de La Pintana Árbitro: USA Francisco Lopez |
| Tries: Rampton 3' Dodd (2) 5', 4' Blair 6' Conv.: Rampton (2/4) 5', 4' | Relatório | Tries: Cristaldo (2) 0', 6' Romero 0' Conv.: Viveros (3/3) 0', 0', 6' | Estádio Municipal de La Pintana Árbitro: USA Francisco Lopez |

| 3 de novembro de 2023 18:20                                                                                          |           |          |                                                              |
| Estados Unidos | 39 – 0    | Paraguai | Estádio Municipal de La Pintana Árbitro: CAN Kristine Lovatt |
| Tries: Rovetti 0' Ramsey (3) 2', 1', 4' Sullivan 3' Tapper 2' Sedrick 6' Conv.: Sedrick (1/1) 1' Heavirland (1/3) 6' | Relatório |          | Estádio Municipal de La Pintana Árbitro: CAN Kristine Lovatt |

| 3 de novembro de 2023 18:45                                                            |           |                                                    |                                                           |
| Colômbia                                                                               | 26 – 14   | Jamaica                                            | Estádio Municipal de La Pintana Árbitro: ARG Nerea Livoni |
| Tries: Tapias 3' Soto 5' Mestra 3' Ríos 6' Conv.: Pacheco (2/2) 4', 5' Lopera (1/1) 4' | Relatório | Tries: Dodd (2) 0', 2' Conv.: Rampton (2/2) 0', 2' | Estádio Municipal de La Pintana Árbitro: ARG Nerea Livoni |

#### Grupo B
| Pos | Equipe | Pts | J | V | E | D | PP  | PC  | SP   | Classificado |
| --- | ------ | --- | - | - | - | - | --- | --- | ---- | ------------ |
| 1   | Canadá | 9   | 3 | 3 | 0 | 0 | 134 | 21  | +113 | Semifinais   |
| 2   | Brasil | 7   | 3 | 2 | 0 | 1 | 109 | 29  | +80  | Semifinais   |
| 3   | Chile  | 5   | 3 | 1 | 0 | 2 | 27  | 82  | −55  | 5º–8º lugar  |
| 4   | México | 3   | 3 | 0 | 0 | 3 | 5   | 143 | −138 | 5º–8º lugar  |

| 3 de novembro de 2023 10:50 |           |        |                                                                 |
| Brasil | 47 – 0    | México | Estádio Municipal de La Pintana Árbitro: ARG Gonzalo de Achaval |
| Tries: Furtado (4) 1', 4', 1', 7' Costa 2' Zanellato 7' Soares 4' Conv.: Campos (3/3) 1', 4', 7' Nicolau (2/2) 2', 4' Lima (1/1) 1' | Relatório |        | Estádio Municipal de La Pintana Árbitro: ARG Gonzalo de Achaval |

| 3 de novembro de 2023 11:15                                                                                         |           |       |                                                              |
| Canadá | 36 – 0    | Chile | Estádio Municipal de La Pintana Árbitro: USA Francisco Lopez |
| Tries: Logan (2) 2', 0' De Couvreur 7' Williams 2' Daniels 4' Valenzuela 5' Conv.: Hogan-Rochester (3/3) 3', 7', 0' | Relatório |       | Estádio Municipal de La Pintana Árbitro: USA Francisco Lopez |

| 3 de novembro de 2023 15:50 |           |        |                                                           |
| Canadá | 69 – 0    | México | Estádio Municipal de La Pintana Árbitro: ARG Nerea Livoni |
| Tries: Carissa Norsten 0' Hogan-Rochester (2) 2', 1' Logan 5' Williams (2) 6', 8' Romeo (2) 0', 3' Nicholas 4' Valenzuela 6' Conv.: Hogan-Rochester (6/8) 0', 2', 5', 6', 1', 3' Nicholas (1/1) 6' | Relatório |        | Estádio Municipal de La Pintana Árbitro: ARG Nerea Livoni |

| 3 de novembro de 2023 16:15 |           | |                                                              |
| Chile                       | 0 – 41    | Brasil | Estádio Municipal de La Pintana Árbitro: CAN Kristine Lovatt |
|                             | Relatório | Tries: Costa 1' Silva 4' Gomes 5' Nicolau 7' Lima (3) 2', 4', 6' Conv.: Campos (2/4) 1', 4' Nicolau (1/2) 2' | Estádio Municipal de La Pintana Árbitro: CAN Kristine Lovatt |

| 3 de novembro de 2023 19:10                                                                 |           |                                                                      |                                                           |
| Canadá                                                                                      | 29 – 21   | Brasil                                                               | Estádio Municipal de La Pintana Árbitro: CHI Frank Méndez |
| Tries: Norsten 0' Logan 5' Williams (2) 2', 4' Romeo 6' Conv.: Hogan-Rochester (2/3) 5', 3' | Relatório | Tries: Nicolau 3' Campos 6' Silva 1' Conv.: Nicolau (3/3) 4', 7', 1' | Estádio Municipal de La Pintana Árbitro: CHI Frank Méndez |

| 3 de novembro de 2023 19:35 |           |                                                                                           |                                                              |
| México                      | 5 – 27    | Chile                                                                                     | Estádio Municipal de La Pintana Árbitro: USA Francisco Lopez |
| Tries: González 3'          | Relatório | Tries: A. Badilla 5' Rojas (2) 0', 5' Araneda 2' N. Badilla 6' Conv.: A. Badilla (1/4) 7' | Estádio Municipal de La Pintana Árbitro: USA Francisco Lopez |

## Fase final

### Classificação 5º–8º lugar
| 4 de novembro de 2023 10:25                   |           |                                    |                                                              |
| Paraguai                                      | 14 – 10   | Chile                              | Estádio Municipal de La Pintana Árbitro: CAN Kristine Lovatt |
| Tries: Viveros 1' Conv.: Viveros (2/2) 1', 4' | Relatório | Tries: N. Badilla 1' Villarroel 8' | Estádio Municipal de La Pintana Árbitro: CAN Kristine Lovatt |

| 4 de novembro de 2023 10:00                      |           |                                                 |                                                           |
| Jamaica                                          | 14 – 19   | México                                          | Estádio Municipal de La Pintana Árbitro: ARG Nerea Livoni |
| Tries: Walker 0' Dodd 5' Conv.: Rampton (2/2) 1' | Relatório | Tries: Tuyu 6' Bender 4' Conv.: Bender (1/2) 7' | Estádio Municipal de La Pintana Árbitro: ARG Nerea Livoni |

### Semifinais
| 4 de novembro de 2023 11:40                                          |           | |                                                           |
| Colômbia                                                             | 14 – 45   | Canadá | Estádio Municipal de La Pintana Árbitro: CHI Frank Méndez |
| Tries: Durango 5' Cordoba 5' Conv.: Lopera (1/1) 5' Pacheco (1/1) 5' | Relatório | Tries: Norsten 1' Corrigan (2) 3' Logan (2) 6', 1' Hogan-Rochester 7' Nicholas 3' Corrigan 6' Conv.: Hogan-Rochester (3/4) 1', 3', 7' Williams (1/1) 2' Nicholas (1/2) 4' | Estádio Municipal de La Pintana Árbitro: CHI Frank Méndez |

| 4 de novembro de 2023 12:05                                                                               |           |        |                                                                   |
| Estados Unidos                                                                                            | 36 – 0    | Brasil | Estádio Municipal de La Pintana Árbitro: CAN Talal-Ahmat Chaudhry |
| Tries: Sedrick 1' Kirshe 3' Maker 5' Rovetti 4' Sullivan 7' Conv.: Olsen (2/4) 1', 5' Heavirland (1/2) 7' | Relatório |        | Estádio Municipal de La Pintana Árbitro: CAN Talal-Ahmat Chaudhry |

### Disputa pelo sétimo lugar
| 4 de novembro de 2023 15:00 |           |                                                                                             |                                                              |
| Jamaica                     | 5 – 34    | Chile                                                                                       | Estádio Municipal de La Pintana Árbitro: MEX Fernando García |
| Tries: Blair 2'             | Relatório | Tries: Villarroel 2' Ogalde 5' Miranda (2) 7', 3' Araneda 6' Baeza 7' Conv.: Rojas (1/2) 8' | Estádio Municipal de La Pintana Árbitro: MEX Fernando García |

### Disputa pelo quinto lugar
| 4 de novembro de 2023 15:25                         |           |                                                                                  |                                                                   |
| México                                              | 12 – 26   | Paraguai                                                                         | Estádio Municipal de La Pintana Árbitro: CAN Talal-Azmat Chaudhry |
| Tries: Bender 2' González 2' Conv.: Bender (1/1) 2' | Relatório | Tries: Cristaldo (2) 4', 0' Alfonso 5' Romero 4' Conv.: Viveros (3/4) 4', 0', 5' | Estádio Municipal de La Pintana Árbitro: CAN Talal-Azmat Chaudhry |

### Disputa pelo bronze
| 4 de novembro de 2023 16:40                                                                                             |           |          |                                                              |
| Brasil | 45 – 0    | Colômbia | Estádio Municipal de La Pintana Árbitro: CAN Kristine Lovatt |
| Tries: Costa (3) 1', 4', 8' Zanellato 6' Lima 1' Soares 4' Alves 6' Conv.: Campos (3/4) 2', 4', 8' Nicolau (2/3) 6', 4' | Relatório |          | Estádio Municipal de La Pintana Árbitro: CAN Kristine Lovatt |

### Disputa pelo ouro
| 4 de novembro de 2023 17:40                                      |           |                                                  |                                                           |
| Estados Unidos                                                   | 19 – 12   | Canadá                                           | Estádio Municipal de La Pintana Árbitro: ARG Nerea Livoni |
| Tries: Kirshe 9' Sedrick 4' Tapper 6' Conv.: Olsen (2/3) 10', 5' | Relatório | Tries: Logan (2) 3', 0' Conv.: Williams (1/1) 1' | Estádio Municipal de La Pintana Árbitro: ARG Nerea Livoni |

## Classificação final

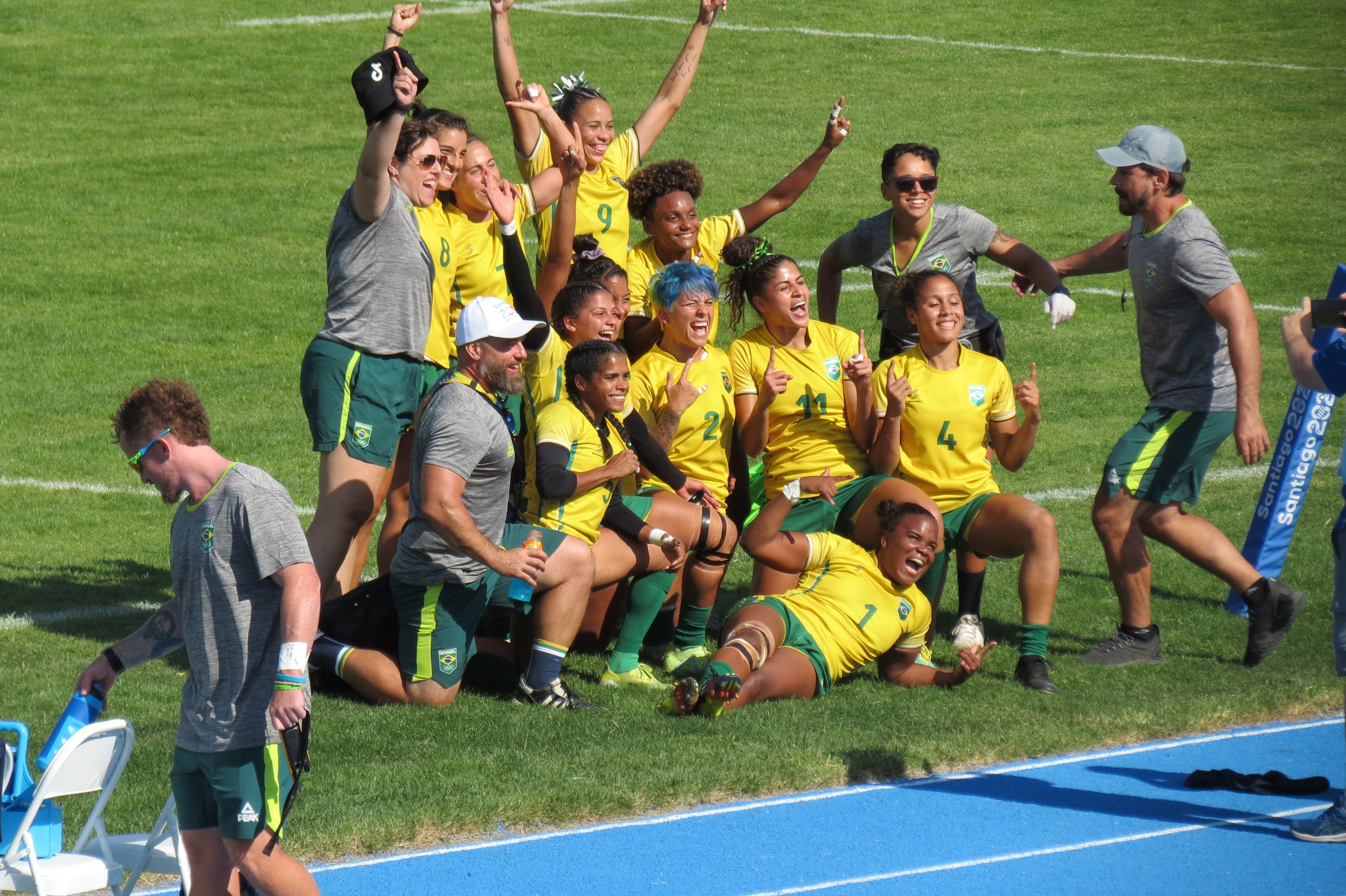
Brasileiras comemorando a conquista da medalha de bronze

| Pos.              | Equipe         | Campanha | Campanha | Campanha |
| Pos.              | Equipe         | V        | D        |          |
| ----------------- | -------------- | -------- | -------- | -------- |
| Medalha de ouro   | Estados Unidos | 5        | 0        |          |
| Medalha de prata  | Canadá         | 4        | 1        |          |
| Medalha de bronze | Brasil         | 3        | 2        |          |
| 4                 | Colômbia       | 2        | 3        |          |
| 5                 | Paraguai       | 2        | 3        |          |
| 6                 | México         | 1        | 4        |          |
| 7                 | Chile          | 2        | 3        |          |
| 8                 | Jamaica        | 1        | 4        |          |